# Marula Lambru-Teloni
Maria „Marula” Lambru-Teloni (gr. Μαρούλα Λάμπρου-Τελώνη; ur. 23 lutego 1953) – lekkoatletka, skoczkini w dal; do 31 grudnia 1984 reprezentantka Grecji, w późniejszym okresie kariery broniąca barw Cypru, olimpijka.
Trzy razy wystartowała na Igrzyskach Olimpijskich (LIO 1976, LIO 1980 - jako reprezentantka Grecji, oraz w LIO 1988 jako reprezentantka Cypru). W barwach Grecji zajmowała odpowiednio: 17. i 15. miejsce. W 1988 zajęła 21. miejsce. Jako reprezentantka Cypru zdobywała złote medale na Igrzyskach małych państw Europy w różnych konkurencjach. W 1988 została międzynarodową mistrzynią Izraela.

## Rekordy życiowe
- Skok w dal – 6,80 (1985) rekord Cypru[4]

Lambru-Teloni jest także rekordzistką Cypru w skoku w dal w hali (6,42 w 1976) oraz w siedmioboju (5319h pkt. w 1984).